# Ribgewelf

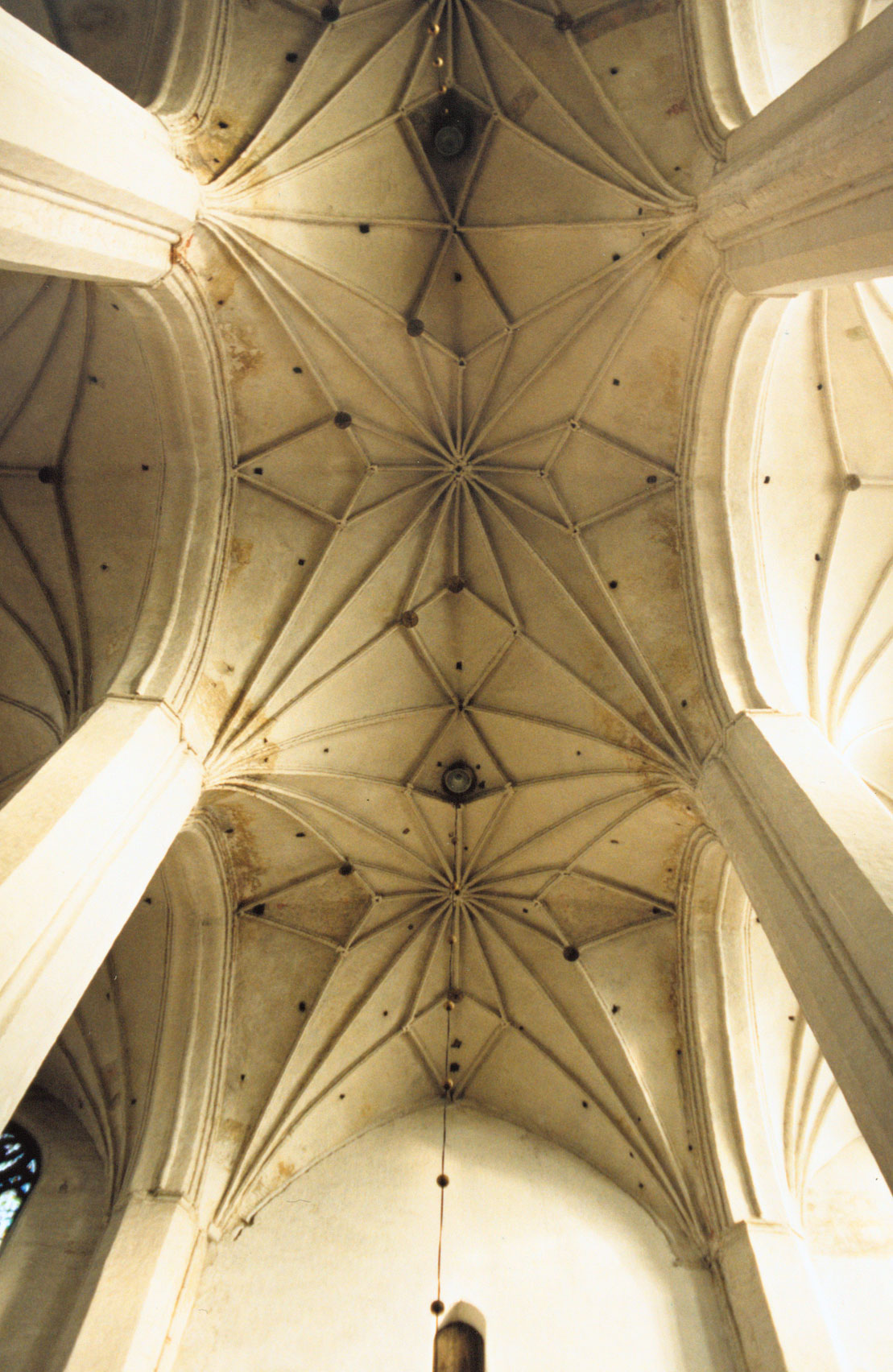
Stergewelf in de kerk van Toruń

Een ribgewelf is een type gewelf waarbij de ribben het gewelf dragen en het gewicht van de gewelfkappen op de ribben rusten. De ribben vormen de dragende constructie. De ribben van een gewelf concentreren het gewicht per travee op de omliggende pijlers, kolommen, pilasters en muren die op hun beurt de gewelfribben dragen. Op het punt waar de gewelfribben het gewicht concentreren worden bij veel kerkgebouwen steunberen en luchtbogen ingezet die voor tegendruk zorgen. De ribben rusten daarbij in de meeste gevallen op kapitelen die het gewicht doorgeven, maar in late gotiek kunnen de gewelfribben ook tenietlopen.
In sluitstenen in het ribgewelf kruisen de ribben elkaar.
Met de ontwikkelingen in de gotiek waarbij ribgewelven lichtbeuken mogelijk maken verschijnen er steeds meer hulpribben, de tiercerons en liernen. Zo ontstaan er verschillende soorten ribgewelven, waaronder:
- Kruisribgewelf, een ribgewelf met drie of vier kruisende ribben.
- Waaiergewelf, een ribgewelf waarbij de ribben uitwaaieren.
- Stergewelf, een ribgewelf waarbij de ribben ruiten vormen.
- Netgewelf, een ribgewelf met vele kruisende ribben.

Tussen individuele ribgewelven (doorgaans één per travee) bevinden zich vaak gordelbogen.